# فرانتيسيك كوبيك
فرانتيسيك كوبيك (بالتشيكية: František Koubek)‏ هو لاعب كرة قدم تشيكي في مركز الهجوم، ولد في 6 نوفمبر 1969 في ستراكونيتسه في جمهورية التشيك. لعب مع فيكتوريا زيزكوف ونادي سول ونادي هراتس كرالوفه.

## وصلات خارجية
- فرانتيسيك كوبيك على موقع دوري كوريا الجنوبية (الإنجليزية)
- فرانتيسيك كوبيك على موقع قاعدة بيانات كرة القدم.إي يو (الإنجليزية)
- فرانتيسيك كوبيك على موقع Soccerway.com (الإنجليزية)